# Autumn Gold Curling Classic
Autumn Gold Curling Classic – kobiecy turniej curlingowy rozpoczynający cykl Wielkiego Szlema. Po raz pierwszy został zorganizowany w 1978, pula nagród wyniosła wówczas 5 tysięcy dolarów. Turniej rozgrywany jest w Calgary w Dzień Dziękczynienia oraz w weekend poprzedzający to święto (przed 2. poniedziałkiem października), łączna pula nagród to 56 tys. dolarów kanadyjskich.

## Wyniki

### 1986-2003
| Rok  | Zwycięzca                                                            |
| ---- | -------------------------------------------------------------------- |
| 1986 | Marilyn Bodogh, Lorraine Lang, Christine Jurgenson, Jan Augustyn     |
| 1987 | Jan Wiltzen, Sue Garvey, Gailya Wasylk, Val Lahucik                  |
| 1988 | Michelle Schneider, Joan Stricker, Lorie Kehler, Leanne Eberle       |
| 1989 | Kerrylynn Richards, Penny Ryan, Sandra Jenkins, Iris Nelson          |
| 1990 | Cheryl Bernard, Allison Earl, Bev Kellerman, Sue Fulkerth            |
| 1991 | Sandra Peterson, Jan Betker, Joan McCusker, Marcia Schiml            |
| 1992 | Michelle Schneider, Kathy Fahlman, Patti Grant, Lorie Kehler         |
| 1993 | Sherry Scheirich, Colleen Zielke, Sandra Mulroney, Lynn Bell         |
| 1994 | Michelle Schneider, Atina Ford, Sandi McNabb, Cindy Ford             |
| 1995 | Elisabet Gustafson, Katrina Nyberg, Louise Marmont, Elisabeth Person |
| 1996 | Shannon Kleibrink, Glenys Bakker, Shannon Nimmo, Joanne Sipka        |
| 1997 | Heather Rankin, Carolyn Darbyshire, Sally Shigehiro, Margo Wright    |
| 1998 | Kim Gellard, Sherry Middaugh, Lisa Savage, Allison Ross              |
| 1999 | Cathy Borst, Glenys Bakker, Brenda Bohmer, Kate Horne                |
| 2000 | Amber Holland, Kay Montgomery. Karen Purdy, Pat Bell                 |
| 2001 | Cathy King, Lawnie MacDonald, Brenda Bohmer, Kate Horne              |
| 2002 | Heather Nedohin, Atina Johnston, Lawnie MacDonald, Rona Pasika       |
| 2003 | Sherry Anderson, Kim Hodson, Sandra Mulroney, Donna Gignac           |

### od 2004
| Rok  | Miasto  | Liczba drużyn | Zwycięzca                                                         | Finalista                                                              |
| ---- | ------- | ------------- | ----------------------------------------------------------------- | ---------------------------------------------------------------------- |
| 2004 | Calgary | 32            | Stefanie Lawton, Marliese Kasner, Sherri Singler, Chelsey Bell    | Cheryl Bernard, Susan O’Connor, Jody McNabb, Karen Ruus                |
| 2005 | Calgary | 32            | Jenn Hanna, Joëlle Sabourin, Dawn Askin, Stephanie Hanna          | Jan Betker, Sherry Linton, Joan McCusker, Marcia Gudereit              |
| 2006 | Calgary | 32            | Kelly Scott, Jeanna Schraeder, Sasha Carter, Renee Simons         | Crystal Webster, Desirée Robertson, Samantha Preston, Stephanie Jordan |
| 2007 | Calgary | 32            | Jennifer Jones, Cathy Overton-Clapham, Jill Officer, Dawn Askin   | Shannon Kleibrink, Amy Nixon, Bronwen Saunders, Chelsey Bell           |
| 2008 | Calgary | 32            | Shannon Kleibrink, Amy Nixon, Bronwen Webster, Chelsey Bell       | Cheryl Bernard, Susan O’Connor, Carolyn Darbyshire, Cori Bartel        |
| 2009 | Calgary | 32            | Jennifer Jones, Cathy Overton-Clapham, Jill Officer, Dawn Askin   | Wang Bingyu, Liu Yin, Yue Qingshuang, Zhou Yan                         |
| 2010 | Calgary | 32            | Wang Bingyu, Liu Yin, Yue Qingshuang, Sun Yue                     | Desirée Owen, Kalynn Park, Cary-Anne Sallows, Stephanie Malekoff       |
| 2011 | Calgary | 32            | Cathy Overton-Clapham, Breanne Meakin, Jenna Loder, Ashley Howard | Shannon Kleibrink, Amy Nixon, Bronwen Webster, Chelsey Bell            |
| 2012 | Calgary | 32            | Sherry Middaugh, Jo-Ann Rizzo, Lee Merklinger, Leigh Armstrong    | Rachel Homan, Emma Miskew, Alison Kreviazuk, Lisa Weagle               |
| 2013 | Calgary | 32            | Eve Muirhead, Anna Sloan, Vicki Adams, Claire Hamilton            | Wang Bingyu, Liu Yin, Yue Qingshuang, Zhou Yan                         |
| 2014 | Calgary | 32            | Jennifer Jones, Kaitlyn Lawes, Jill Officer, Dawn McEwen          | Rachel Homan, Emma Miskew, Joanne Courtney, Lisa Weagle                |